# Saint-Silvain-sous-Toulx
Saint-Silvain-sous-Toulx é uma comuna francesa na região administrativa da Nova Aquitânia, no departamento de Creuse. Estende-se por uma área de 14,57 km². Em 2010 a comuna tinha 163 habitantes (densidade: 11,2 hab./km²).